# 독락당
독락당(獨樂堂)은 대한민국 경상북도 경주시 안강읍 옥산리에 있는 조선시대 건축물로, 여주 이씨 구암공파(求菴公派) 파종택(派宗宅)이며 파조는 이전인(李全仁)이다. 조선 중종 27년(1532년)에 건립되었다. 1964년 11월 14일 대한민국의 보물 제413호로 지정되었다. 2010년 양동마을의 일부 구성물로서 유네스코 세계문화유산에 등재되었다.

## 개요
조선 중종 27년(1532년)에 건립된 이 건물은 낮은 기단 위에 세운 앞면 4칸·옆면 2칸 규모로, 지붕은 옆면에서 볼 때 여덟 팔(八)자 모양을 한 팔작지붕이다. 집을 향해 오른쪽 3칸은 넓은 마루인데 앞을 모두 터 놓았으며, 왼쪽 1칸만 칸을 막아 온돌방을 만들어 놓았다. 그러나 원래는 맨 오른쪽 칸도 막아서 방으로 사용한 흔적이 남아 있어, 대청은 가운데 2칸뿐이었던 것을 알 수 있다. 기둥은 둥근기둥을 세우고 대청 천장은 뼈대가 모두 노출된 연등천장이다.
독락당 옆쪽 담장에는 좁은 나무로 살을 대어 만든 창을 달아 이 창을 통해서 앞 냇물을 바라보게 한 것은 아주 특별한 공간구성이라 할 수 있다. 독락당 뒤쪽의 시내에 있는 정자 또한 자연에 융합하려는 공간성을 드러내 준다고 하겠다. 

## 문학

### 〈독락당〉
광해군 때 박인로가 지은 가사. 박인로가 독락당을 찾았을 때 이언적을 그리며 그곳의 정경을 노래한 것으로 《노계문집》에 실려 전한다. 그 일부를 소개하면 다음과 같다. “봉만(峯巒)은 수려하야 무이산이 되여 잇고 류수난 반회(般回)하야 후이천이 되엿나다. 이러한 명구(名區)에 임재 어이 업돗던고. 일천 년 신라와 오백제 고려에 현인군자들이 만히도 지닌마낸 천간지비하야 아선생(我先生)께 기치도다.”

## 사진

대문
경청재
경청재
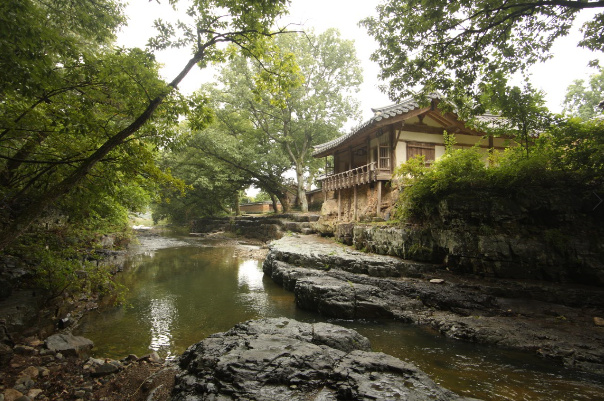
계정
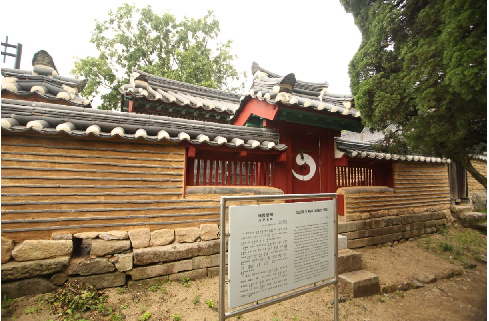
어서각

## 같이 보기
- 양동마을
- 경주 옥산서원 (사적 제154호)
- 사마방목 (보물 제524-1호)

## 참고 자료
- 독락당 - 국가유산청 국가유산포털

1. ↑  “경주 독락당 (慶州 獨樂堂)”. 《문화재청 국가문화유산포털》. 2024년 1월 11일에 확인함.